# Élisée Trivier
Pour les articles homonymes, voir Trivier.
Élisée Trivier est un explorateur français né le 15 mars 1842 à Rochefort et mort à Bordeaux le 22 octobre 1912. Largement oublié, il est pourtant le premier de ses compatriotes à traverser l'Afrique équatoriale d’Ouest en Est, de l'océan Atlantique à l'océan Indien. Il termine ce voyage à l'embouchure du Zambèze avant de débarquer à Zanzibar le 13 décembre 1889.

## Biographie
Élisée Trivier naît à Rochefort le 15 mars 1842. Il est inscrit au collège de sa ville natale jusqu’à 15 ans. Il arrête alors d’étudier pour embarquer sur un caboteur.
Neuf ans plus tard, il est devenu capitaine au long cours : il est alors à peine âgé de 24 ans. Il voyage fréquemment en Amérique du Sud, et notamment en Argentine. Dès 1884, il entreprend quelques campagnes vers l’Afrique. Un grand projet : l’exploration du Continent Noir de Loango à Zanzibar, se dessine à ses yeux :

« Traverser l'Afrique, partir de l'Atlantique pour aboutir à l'océan Indien, telle était la pensée qui m'obsédait depuis longtemps. À Rochefort, à Bordeaux, à Rome, à Paris, en mer surtout, dans mes voyages comme au milieu des miens, je ne rêvais que choses d'Afrique.
Et à travers le continent noir, je voyais tout en rose! »

L’appui du président Sadi Carnot lui ouvre les budgets et la collaboration des ministères de la Marine et des Colonies, ainsi qu’un appui local du gouvernement du Congo. 
L’embarquement à Bordeaux a lieu le 20 août 1888, et marque le départ d’une épopée qui se terminera à Zanzibar le 13 décembre 1889. 
Il effectue son voyage, sous la couverture financière du journal La Gironde et de son directeur G. Gounouilhou. Un compatriote, Émile Weissemburger et aussi un bulldog nommé Salem, l’accompagnent depuis Bordeaux. 

### Émile Weissemburger
Trivier a connu son  lieutenant et ami, naguère, au Grand-Chaco. Émile Weissemburger est né le 8 janvier  1849 à La Rochelle d’un père alsacien. À 21 ans, Émile s’engage pour 7 ans de service dans les Chasseurs d’Afrique, après quoi, il vécut en Allemagne et en Autriche, avant d’être rappelé à La Rochelle, puis de rencontrer Élisée en route vers l’Amérique du Sud pour remonter le Rio de la Plata en 1881. À Alger au moment des préparatifs de l’expédition « Trivier », il prend contact avec celui-ci, qui s’empresse d’accepter son offre de services.

« Les difficultés de la route, j'en faisais bon marché. Je me voyais rentrant en France, tout aux joies du succès. Aux noms glorieux des Livingstone, des Cameron, des Stanley, des Serpa Pinto, s'ajoutait un nom bien modeste : mais c'était un nom français. »

— Élisée Trivier
Cette expédition a pu être menée à terme grâce à l’extraordinaire résistance physique et morale du personnage. Elle a été effectuée dans des conditions matérielles d’une rigueur extrême.
Élisée Trivier a rédigé une relation de l’expédition pour le journal La Gironde, elle se retrouve également illustrée dans l’hebdomadaire Journal des Voyages et encore dans un ouvrage personnel Mon voyage au continent noir.

« Enfin, le 4 janvier 1890, je me séparais définitivement, non sans un grand serrement de cœur, de cette terre africaine où pourtant j'avais tant souffert, et qui, dans son impitoyable cruauté, m'avait ravi mon compagnon de voyage, mon camarade Émile.
Le 21, à trois heures et demie du matin, nous entrions dans le port de Marseille. 
— Affreuse et fatale coïncidence : à cette même heure, mon vieux père mourait à Rochefort! »

— Élisée Trivier
Trivier n’apprend qu’après son retour que le corps d’Émile Weissemburger, disparu peu avant la fin de la traversée, est retrouvé assassiné, probablement à la date du 24 septembre 1889.  
Si le retour en France a été triomphal, peu à peu le souvenir de l’exploit s’est estompé. Le capitaine Élysée Trivier meurt le 23 octobre 1912, oublié du plus grand nombre, y compris des Rochefortais. 
Depuis 1934, un square de la ville porte son nom, mais cette attribution n’a fait l’objet d’aucune inauguration. Actuellement, sa notoriété se retrouve  éclipsée par la statue de l’écrivain voyageur Pierre Loti, juchée en bonne place dans le square Élisée Trivier.
En 2010, lors des Journées du Patrimoine, une exposition montée par Monique Foussier et Jean-Pierre Dinand, auteur d’une brochure sur cet explorateur, lui est consacrée.

## Publications
- Élisée Trivier, Mon voyage au Continent Noir (La « Gironde » en Afrique), Firmin-Didot & Cie, Paris, 1891, 386 p. lire en ligne sur Gallica.